# José Acasuso
José Javier "Chucho" Acasuso, né le 20 octobre 1982 à Posadas (Argentine), est un joueur de tennis argentin, professionnel de1999 à 2012.
Il réside à Buenos Aires et est entraîné par Gustavo Luza et Pierre Christen. Il a remporté trois titres en simple sur le circuit ATP, tous sur terre battue.
Il possède un revers à une main plutôt efficace grâce à son effet lifté, son coup droit est en revanche moins bon et lui fait commettre de nombreuses fautes directes.
Son service est dans la moyenne des joueurs du circuit.
Il a perdu les matchs décisifs des finales de Coupe Davis 2006 et 2008.
Le 24 février 2012, à l'âge de 29 ans, il annonce, en marge du tournoi de Buenos Aires, qu'il met un terme définitif à sa carrière de joueur de tennis professionnel.

## Palmarès

### Titres en simple (3)
| No | Date       | Nom et lieu du tournoi      | Catégorie   | Dotation  | Surface      | Finaliste        | Score         |          |
| -- | ---------- | --------------------------- | ----------- | --------- | ------------ | ---------------- | ------------- | -------- |
| 1  | 22/07/2002 | Idea Prokom Open, Sopot     | Int' Series | 356 000 $ | Terre (ext.) | Franco Squillari | 2-6, 6-1, 6-3 | Parcours |
| 2  | 13/09/2004 | BCR Open Romania, Bucarest  | Int' Series | 355 000 $ | Terre (ext.) | Igor Andreev     | 6-3, 6-0      | Parcours |
| 3  | 30/01/2006 | Movistar Open, Viña del Mar | Int' Series | 355 000 $ | Terre (ext.) | Nicolás Massú    | 6-4, 6-3      | Parcours |

### Finales en simple (8)
| No | Date       | Nom et lieu du tournoi                        | Catégorie   | Dotation  | Surface      | Vainqueur         | Score                    |          |
| -- | ---------- | --------------------------------------------- | ----------- | --------- | ------------ | ----------------- | ------------------------ | -------- |
| 1  | 19/02/2001 | Copa AT&T, Buenos Aires                       | Int' Series | 600 000 $ | Terre (ext.) | Gustavo Kuerten   | 6-1, 6-3                 | Parcours |
| 2  | 09/09/2002 | Open Romania, Bucarest                        | Int' Series | 356 000 $ | Terre (ext.) | David Ferrer      | 6-3, 6-2                 | Parcours |
| 3  | 23/09/2002 | Campionati Internazionali di Sicilia, Palerme | Int' Series | 356 000 $ | Terre (ext.) | Fernando González | 5-7, 6-3, 6-1            | Parcours |
| 4  | 09/08/2004 | Idea Prokom Open, Sopot                       | Int' Series | 475 000 $ | Terre (ext.) | Rafael Nadal      | 6-3, 6-4                 | Parcours |
| 5  | 17/07/2006 | MercedesCup, Stuttgart                        | Int' Series | 665 000 $ | Terre (ext.) | David Ferrer      | 6-4, 3-6, 63-7, 7-5, 6-4 | Parcours |
| 6  | 30/07/2007 | Orange Prokom Open, Sopot                     | Int' Series | 475 000 $ | Terre (ext.) | Tommy Robredo     | 7-5, 6-0                 | Parcours |
| 7  | 18/02/2008 | Copa Telmex, Buenos Aires                     | Int' Series | 441 000 $ | Terre (ext.) | David Nalbandian  | 3-6, 7-65, 6-4           | Parcours |
| 8  | 02/02/2009 | Movistar Open, Viña del Mar                   | ATP 250     | 445 000 $ | Terre (ext.) | Fernando González | 6-1, 6-3                 | Parcours |

### Titres en double (5)
| No | Date       | Nom et lieu du tournoi     | Catégorie   | Dotation  | Surface      | Partenaire       | Finalistes                    | Score         |          |
| -- | ---------- | -------------------------- | ----------- | --------- | ------------ | ---------------- | ----------------------------- | ------------- | -------- |
| 1  | 19/07/2004 | Croatia Open Umag          | Int' Series | 375 000 $ | Terre (ext.) | Flavio Saretta   | Jaroslav Levinský David Škoch | 4-6, 6-2, 6-4 | Parcours |
| 2  | 18/07/2005 | Mercedes Cup Stuttgart     | Series Gold | 694 000 $ | Terre (ext.) | Sebastián Prieto | Mariano Hood Tommy Robredo    | 7-64, 6-3     | Parcours |
| 3  | 12/09/2005 | BCR Open Romania Bucarest  | Int' Series | 355 000 $ | Terre (ext.) | Sebastián Prieto | Victor Hănescu Andrei Pavel   | 6-3, 4-6, 6-3 | Parcours |
| 4  | 30/01/2006 | Movistar Open Viña del Mar | Int' Series | 355 000 $ | Terre (ext.) | Sebastián Prieto | František Čermák Leoš Friedl  | 7-62, 6-4     | Parcours |
| 5  | 28/01/2008 | Movistar Open Viña del Mar | Int' Series | 437 000 $ | Terre (ext.) | Sebastián Prieto | Máximo González Juan Mónaco   | 6-1, 3-0, ab. | Parcours |

### Finales en double (6)
| No | Date       | Nom et lieu du tournoi               | Catégorie   | Dotation  | Surface      | Vainqueurs                       | Partenaire            | Score          |          |
| -- | ---------- | ------------------------------------ | ----------- | --------- | ------------ | -------------------------------- | --------------------- | -------------- | -------- |
| 1  | 12/07/2004 | The Priority Telecom Open Amersfoort | Int' Series | 355 000 $ | Terre (ext.) | Jaroslav Levinský David Škoch    | Luis Horna            | 6-0, 2-6, 7-5  | Parcours |
| 2  | 13/09/2004 | BCR Open Romania Bucarest            | Int' Series | 355 000 $ | Terre (ext.) | Lucas Arnold Ker Mariano Hood    | Óscar Hernández       | 7-65, 6-1      | Parcours |
| 3  | 07/02/2005 | ATP Buenos Aires Buenos Aires        | Int' Series | 355 000 $ | Terre (ext.) | František Čermák Leoš Friedl     | Sebastián Prieto      | 6-2, 7-5       | Parcours |
| 4  | 14/02/2005 | Brasil Open Costa do Sauípe          | Int' Series | 355 000 $ | Terre (ext.) | František Čermák Leoš Friedl     | Ignacio Gonzalez King | 6-4, 6-4       | Parcours |
| 5  | 04/07/2005 | Synsam Swedish Open Båstad           | Int' Series | 355 000 $ | Terre (ext.) | Jonas Björkman Joachim Johansson | Sebastián Prieto      | 6-2, 6-3       | Parcours |
| 6  | 03/10/2005 | Open de Moselle Metz                 | Int' Series | 355 000 $ | Dur (int.)   | Michaël Llodra Fabrice Santoro   | Sebastián Prieto      | 5-2, 3-5, 5-44 | Parcours |

### Autre performance en simple
- Masters de Hambourg : demi-finaliste en 2006.

## Parcours dans les tournois duGrand Chelem

### En simple
| Année | Open d'Australie | Open d'Australie | Internationaux de France | Internationaux de France | Wimbledon       | Wimbledon   | US Open         | US Open       |
| ----- | ---------------- | ---------------- | ------------------------ | ------------------------ | --------------- | ----------- | --------------- | ------------- |
| 2001  | —                | —                | 2e tour (1/32)           | T. Enqvist               | 1er tour (1/64) | S. Sargsian | 1er tour (1/64) | F. Mantilla   |
| 2002  | 2e tour (1/32)   | N. Lapentti      | 1er tour (1/64)          | D. Sánchez               | 1er tour (1/64) | M. Rosset   | 1er tour (1/64) | M. Llodra     |
| 2003  | 2e tour (1/32)   | J. Blake         | 1er tour (1/64)          | T. Martin                | 1er tour (1/64) | T. Robredo  | 1er tour (1/64) | R. Federer    |
| 2004  | 1er tour (1/64)  | P. Srichaphan    | —                        | —                        | 1er tour (1/64) | S. Koubek   | 1er tour (1/64) | N. Massú      |
| 2005  | 1er tour (1/64)  | F. González      | 1/8 de finale            | M. Puerta                | 1er tour (1/64) | T. Zíb      | 2e tour (1/32)  | L. Hewitt     |
| 2006  | 1er tour (1/64)  | J. Blake         | 2e tour (1/32)           | L. Dlouhý                | —               | —           | 1er tour (1/64) | P. Srichaphan |
| 2007  | 1er tour (1/64)  | S. Querrey       | 1er tour (1/64)          | J. Melzer                | —               | —           | 2e tour (1/32)  | A. Roddick    |
| 2008  | 1er tour (1/64)  | N. Mahut         | 2e tour (1/32)           | A. Murray                | —               | —           | 2e tour (1/32)  | G. Simon      |
| 2009  | —                | —                | 2e tour (1/32)           | R. Federer               | 1er tour (1/64) | P. Starace  | 3e tour (1/16)  | G. Monfils    |
| 2010  | 1er tour (1/64)  | I. Kunitsyn      | —                        | —                        | —               | —           | —               | —             |

N.B. : à droite du résultat se trouve le nom de l'ultime adversaire.

### En double
| Année | Open d'Australie             | Open d'Australie        | Internationaux de France     | Internationaux de France | Wimbledon                    | Wimbledon            | US Open                     | US Open                |
| ----- | ---------------------------- | ----------------------- | ---------------------------- | ------------------------ | ---------------------------- | -------------------- | --------------------------- | ---------------------- |
| 2003  | 1er tour (1/32) A. Schneiter | À. Corretja A. Costa    | 1er tour (1/32) A. Schneiter | R. Sluiter M. Verkerk    | 1er tour (1/32) A. Schneiter | F. Čermák L. Friedl  | 1er tour (1/32) G. Gaudio   | L. Arnold Ker M. Hood  |
| 2004  | —                            | —                       | —                            | —                        | —                            | —                    | 1er tour (1/32) L. Horna    | J. Palmer P. Vízner    |
| 2005  | 1er tour (1/32) F. Saretta   | M. Llodra F. Santoro    | —                            | —                        | 1er tour (1/32) A. Martín    | J. Knowle J. Melzer  | 2e tour (1/16) S. Prieto    | P. Goldstein J. Thomas |
| 2006  | 1/8 de finale S. Prieto      | J. Björkman M. Mirnyi   | 2e tour (1/16) S. Prieto     | M. Bhupathi X. Malisse   | —                            | —                    | 1er tour (1/32) S. Prieto   | O. Rochus K. Vliegen   |
| 2007  | 1er tour (1/32) M. Vassallo  | M. Knowles D. Nestor    | —                            | —                        | —                            | —                    | 1er tour (1/32) J. Mónaco   | J. Coetzee R. Wassen   |
| 2008  | 1er tour (1/32) S. Roitman   | W. Eschauer F. Mayer    | 2e tour (1/16) S. Prieto     | L. Dlouhý L. Paes        | —                            | —                    | 1er tour (1/32) S. Prieto   | P. Cuevas L. Horna     |
| 2009  | —                            | —                       | 1/4 de finale F. González    | W. Moodie D. Norman      | 1er tour (1/32) S. Prieto    | M. Damm R. Lindstedt | 1er tour (1/32) M. Vassallo | B. Bryan M. Bryan      |
| 2010  | 1er tour (1/32) S. Prieto    | A. Montañés M. Vassallo | —                            | —                        | —                            | —                    | —                           | —                      |

N.B. : le nom du ou de la partenaire se trouve sous le résultat ; le nom des ultimes adversaires se trouve à droite.